# ラウリーナス・カスチューナス
ラウリーナス・カスチューナス（Laurynas Kasčiūnas、1982年1月8日 - ）は、リトアニアの政治家。元国防大臣。2016年からセイマス（国会）議員を務める。

## 経歴
2000年、ヴィリニュス・アジュオリーナス中等学校を卒業。2006年、ヴィリニュス大学国際関係政治科学院 (VU TSPMI) 卒業。2012年、博士号（社会科学）取得。
2000年、右翼政党リトアニア国民民主党に入党。リトアニアのEU加盟に反対する運動に関わった。のちに「若気の至り」であったと語っている。
2007年から2016年までヴィリニュス大学国際関係政治科学院で講師を務める。2009年から2012年までイレナ・デグティエネ国会議長のアドバイザー（外交政策担当）。
2016年リトアニア議会選挙に祖国連合＝リトアニア・キリスト教民主派から立候補し、当選。
2024年3月25日、国防大臣に任命される。2024年リトアニア議会選挙の結果、祖国連合＝リトアニア・キリスト教民主派が下野したため、12月12日に退任。